# Hova kyrka
Hova kyrka är en kyrkobyggnad som sedan 2006 tillhör Hova-Älgarås församling (tidigare Hova församling) i Skara stift. Den ligger i Hova i Gullspångs kommun.

## Kyrkobyggnaden
Grunden till kyrkan är av äldre datum men av okänd ålder. Den första prästen som nämns är Gunno, curatus, dvs. kyrkoherde i Hova 1308. Därför är det rimligt att anta att det fanns en kyrka där. Hova är omnämnt i andra sammanhang som en gammal vägknut och gästgivarby. En gammal förbindelse mellan Götaland och Svealand gick via Hova och Tiveden.
Den 23 juni 1723 slog en blixt ner mitt under gudstjänst. Alla fönster gick sönder, stora stenar flög av muren och övre delen av västra gaveln föll ned. 15 dödades och flera skadades. Efter restaurationen stod kyrkan färdig igen 1734. På grund av en omfattande väckelse i bygden var man tvungna att utvidga den lilla byggnaden. 1812 stod den kyrkan med det nya utseendet i empirestil klar.

## Inventarier
Mellan åren 1976 och 1977 restaurerades kyrkans inre rum. 
- Dopfunten, offerkistan, den järnbeslagna dörren till sakristian och en ljuskrona är kvar sedan tiden före 1723.
- Altaret invigdes 1977, utförd efter ritningar av Jerk Alton.
- Altartavlan med motivet Jesu bönekamp i Getsemane örtagård är målad av Axel Johan Fägerplan 1850.
- 1908 tillkom orgeln med 18 stämmor fördelade på två manualer och särskild pedal. Den är byggd av E. A. Setterquist & Son, Örebro.

## Bilder

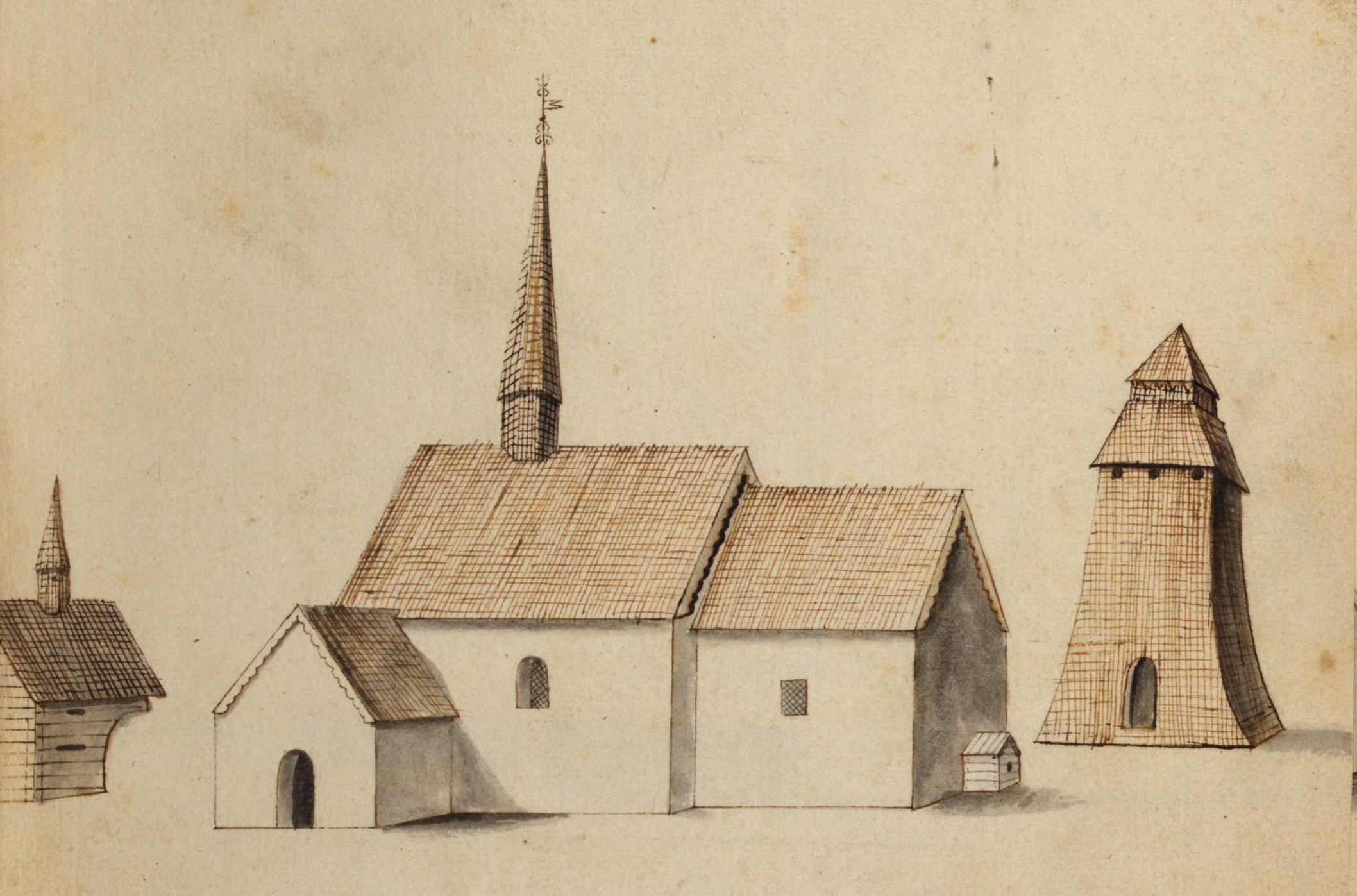
Kyrkan på teckning omkring 1670.
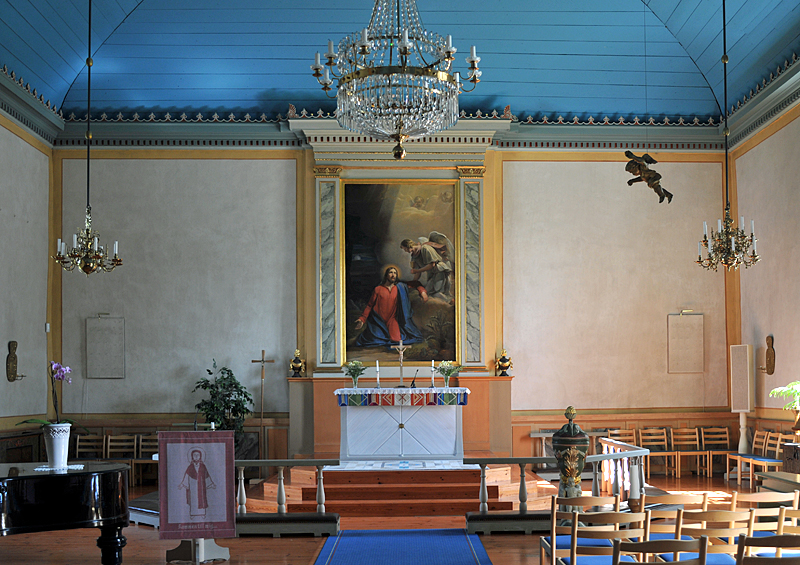
Altaret.
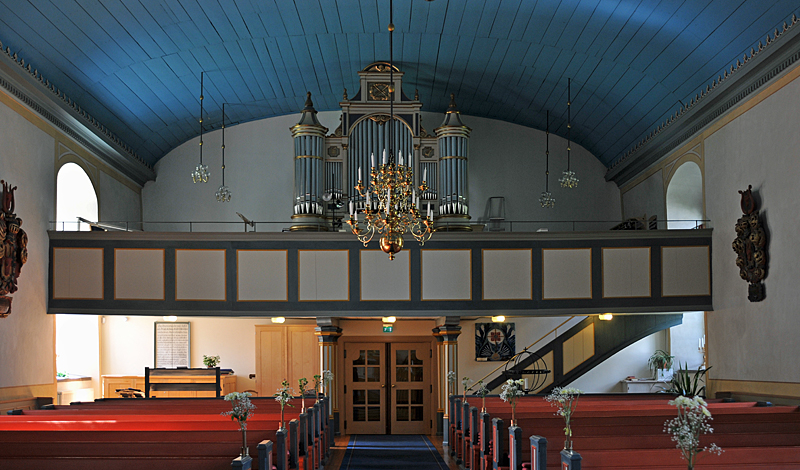
Orgelläktaren.
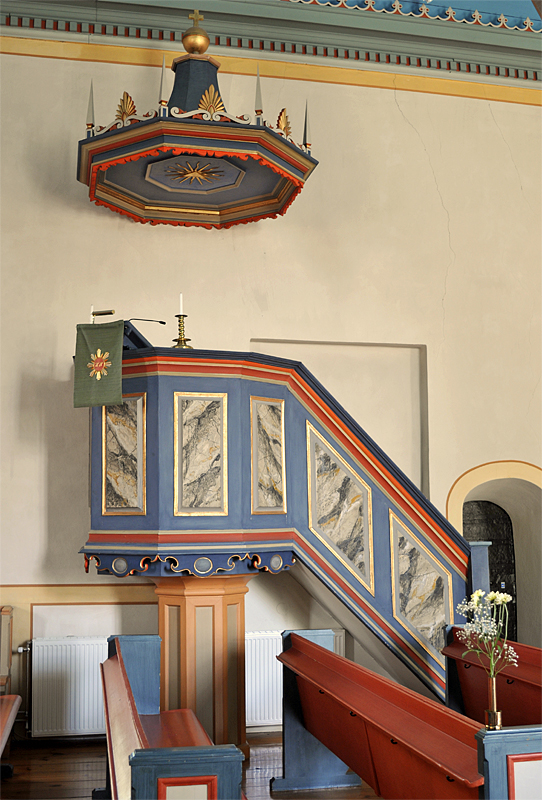
Predikstolen.